# Pompeje (film)
Pompeje (ang. Pompeii) – niemiecko-amerykańsko-kanadyjski dramat przygodowy z 2014 roku w reżyserii Paula W.S. Andersona.
Film otrzymał dość negatywne oceny od krytyków. Serwis Rotten Tomatoes przyznał mu wynik 27%.

## Obsada
- Kit Harington jako Milo
- Carrie-Anne Moss jako Aurelia, matka Cassii
- Emily Browning jako Cassia
- Adewale Akinnuoye-Agbaje jako Atticus
- Jessica Lucas jako Ariadne
- Jared Harris jako Lucretius
- Kiefer Sutherland jako senator Corvis
- Rebecca Eady jako matka Milo
- Paz Vega jako Strigana
- Currie Graham jako Bellator
- Sasha Roiz jako Proculus
- Joe Pingue jako Graecus

i inni.